# Cleptometopus filiferus
Cleptometopus filiferus là một loài bọ cánh cứng trong họ Cerambycidae.